# Le Cinquième Mousquetaire
Pour les articles homonymes, voir Les Trois Mousquetaires (homonymie).
Pour plus de détails, voir Fiche technique et Distribution.
Le Cinquième Mousquetaire (titre original : The Fifth Musketeer) est un film d'aventure austro-allemand réalisé par Ken Annakin, sorti en 1979, d’après le roman Le Vicomte de Bragelonne d’Alexandre Dumas.

## Fiche technique
- Titre : Le Cinquième Mousquetaire
- Titre original : The Fifth Musketeer
- Réalisateur : Ken Annakin
- Scénario : David Ambrose et George Bruce
- Photographie : Jack Cardiff
- Montage : Malcolm Cooke
- Musique : Riz Ortolani
- Direction artistique : Theodor Harisch
- Décors : Elliot Scott
- Costumes : Tony Pueo
- Production : Heinz Lazek et Ted Richmond
- Sociétés de production : S&T-Film Berlin, Sascha-Verleih
- Distribution : Columbia Pictures
- Pays de production :  Autriche /  Allemagne de l'Ouest
- Langue : anglais
- Format : Couleur (Eastmancolor) – Son : Mono
- Genre : Film d'aventure, Film de cape et d'épée
- Durée : 116 minutes
- Dates de sortie : 
  - États-Unis : 6 avril 1979 (Los Angeles), 8 septembre 1979 (New York)

## Distribution
Note : Bien que le film soit initialement sorti en 1979, la version française a été effectuée tardivement.
- Sylvia Kristel (VF : Nathalie Régnier) : Maria Theresa
- Ursula Andress (VF : Jocelyne Darche) : Louise de la Vallière
- Beau Bridges (VF : Tony Marot) : Louis XIV / Philippe de Gascogne
- Cornel Wilde (VF : Michel Barbey) : D'Artagnan
- Ian McShane : Fouquet
- Alan Hale Jr. : Porthos
- Lloyd Bridges (VF : Michel Bardinet) : Aramis
- José Ferrer : Athos
- Olivia de Havilland : la Reine mère
- Helmut Dantine : ambassadeur espagnol
- Rex Harrison (VF : Gabriel Cattand) : Colbert
- Elisabeth Neumann-Viertel : la matrone au couvent